# Nalanda
Nālandā (devanagari: नालंदा) var et antikt center for højere uddannelse i Bihar sydøst for Patna i Indien, der var buddhistisk universitet fra 427 til 1197. Enkelte af dets bygninger blev opført af Mauryarigets kong Ashoga den store, og flere af dets klostre blev beskyttet af Guptariget under kong Śakrāditya (Kumāragupta) og derefter. Derefter nød det beskyttelse af Harshariget og til slut Palariget.
Komplekset var opført i røde mursten, og dets ruiner fylder 14 hektar. I sin glansperiode tiltrak universitetet i Nālandā studerende og lærde ikke bare fra Indien, Tibet og Centralasien, men også fra Kina, Persien og Hellas.
Biblioteket i Nālandā ejede tidens berømteste samling af buddhistiske tekster. Det havde tre bygninger på ni etager: "Juvelernes sø" (Ratnasagara), "Juvelernes hav" (Ratnodadhi) og "Juvelernes fryd" (Ratnarañjaka).
1197 blev det raseret af tyrkiske muslimer under ledelse af Bakhtiyar Khalji. Bogsamlingen skulle have omfattet flere hundrede tusinde bind og have brændt i tre måneder efter at mamelukkerne satte ild til den, ødelagde klostrene og drev munkene på flugt.
Hændelsen var stærkt medvirkende til buddhismens nedgang i Indien. For studerende af sanskrit og andre indoariske sprog giver denne kulturelle katastrofe en af forklaringerne på, hvorfor de indiske originaltekster til så mange tibetanske og kinesiske oversættelser er gået tabt. I 2006 offentliggjorde Singapore, Kina, Indien, Japan og andre lande en plan om at restaurere og forny det gamle lærested under navnet Nalanda International University.

## Verdensarv
Nalanda blev i 2016 udpeget som verdensarvsområde under navnet Archaeological Site of Nalanda Mahavihara (Nalanda University) at Nalanda, Bihar 